# 55 Рака d
Координати:  08г 52м 35.8с, +28° 19′ 51″
55 Рака d — екзопланета розташована завдальшки 40,9 світлового року від Землі в планетній системі сонцеподібної зірки 55 Рака А, що є компонентом подвійної зорі 55 Рака. Планета відстоїть від свого світила приблизно на 5 а. о. (відстань від Юпітера до Сонця). Була виявлена американським астрономом Джеффрі Марсі 13 червня 2002 року й стала четвертою відомою планетою у своїй планетній системі (п'яту, — 55 Рака f, — відкрили 2005-го).
Маса планеты становить 3,8MЮп, у зв'язку з чим планета, найрадше, є газовим гігантом без твердої поверхні. Оскільки небесне тіло знайшли опосередкованим методом, такі характеристики як радіус, склад, температура тощо лишаються невідомими.